# Stratton-on-the-Fosse
Stratton-on-the-Fosse (även skrivet Stratton on the Fosse) är en ort och civil parish i Storbritannien.   Den ligger i grevskapet Somerset och riksdelen England, i den södra delen av landet, 170 km väster om huvudstaden London.